# Madeleine Thien
Madeleine Thien (ur. 25 maja 1974 w Vancouver) – kanadyjska pisarka pochodzenia malezyjsko-chińskiego.
Studiowała taniec współczesny na Uniwersytecie Simona Frasera oraz otrzymała stopień master of arts z kreatywnego pisania na Uniwersytecie Kolumbii Brytyjskiej w 2001 roku. Wykłada literaturę angielską w Brooklyn College.
Zadebiutowała w 2001 roku książką Simple recipes.

## Twórczość
- Simple recipes (2001)
- The Chinese Violin (2001)
- Certainty (2006)
- Dogs at the Perimeter (2011)
- Nie mówcie nam, że nie mamy niczego (org. Do Not Say We Have Nothing, 2016)

## Nagrody i wyróżnienia
- City of Vancouver Book Award (za Simple recipes, 2001)
- VanCity Book Prize (za Simple recipes, 2002)
- Ethel Wilson Fiction Prize (za Simple recipes, 2002)
- Amazon.ca/Books in Canada First Novel Award (za Certainty, 2007)
- Kiriyama Prize (finalistka w kategorii fikcja za Certainty, 2007)
- Ovid Festival Prize (za Certainty, 2010)
- Hugh MacLennan Prize for Fiction (finalistka za Dogs at the Perimeter, 2011)
- International Literature Award (finalistka za Dogs at the Perimeter, 2014)
- LiBeraturpreis (za Dogs at the Perimeter, 2015)
- Governor General’s Award for English-language fiction (za Nie mówcie nam, że nie mamy niczego, 2016)
- Scotiabank Giller Prize (za Nie mówcie nam, że nie mamy niczego, 2016)
- The Man Booker Prize for Fiction (na liście skróconej za Nie mówcie nam, że nie mamy niczego, 2016)
- Baileys Women’s Prize for Fiction (na liście skróconej za Nie mówcie nam, że nie mamy niczego, 2017)
- Rathbones Folio Prize (na liście skróconej za Nie mówcie nam, że nie mamy niczego, 2017)